# Resposta a l'esglaó

Una resposta de pas típica per a un sistema de segon ordre, que il·lustra un excés, seguit d'un timbre, tot disminuint en un temps d'assentament.

La resposta a l'esglaó d'un sistema en un estat inicial donat consisteix en l'evolució temporal de les seves sortides quan les seves entrades de control són funcions de pas Heaviside. En l'enginyeria electrònica i la teoria del control, la resposta a passos és el comportament temporal de les sortides d'un sistema general quan les seves entrades canvien de zero a un en molt poc temps. El concepte es pot estendre a la noció matemàtica abstracta d'un sistema dinàmic utilitzant un paràmetre d'evolució.
Des d'un punt de vista pràctic, saber com respon el sistema a una entrada sobtada és important perquè les desviacions grans i possiblement ràpides de l'estat estacionari a llarg termini poden tenir efectes extrems sobre el propi component i sobre altres parts del sistema global que depenen d'aquest component. A més, el sistema global no pot actuar fins que la sortida del component s'estableixi en alguna proximitat del seu estat final, retardant la resposta global del sistema. Formalment, conèixer la resposta de pas d'un sistema dinàmic dona informació sobre l'estabilitat d'aquest sistema i sobre la seva capacitat per assolir un estat estacionari quan es comença des d'un altre.

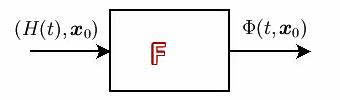
Representació de caixa negra d'un sistema dinàmic, la seva entrada i la seva resposta de pas.

Aquesta secció proporciona una definició matemàtica formal de la resposta de pas en termes del concepte matemàtic abstracte d'un sistema dinàmic F : aquí es mostren totes les anotacions i supòsits necessaris per a la descripció següent.
- {\displaystyle t\in T} és el paràmetre d'evolució del sistema, anomenat "temps" per simplicitat,
- {\displaystyle {\boldsymbol {x}}|_{t}\in M} és l'estat del sistema en el moment, anomenat "sortida" per simplicitat,
- {\displaystyle F:T\times M\to M} és la funció d'evolució del sistema dinàmic,
- {\displaystyle \Phi (0,{\boldsymbol {x}})={\boldsymbol {x}}_{0}\in M} és l'estat inicial del sistema dinàmic,
- {\displaystyle H(t)} és la funció de pas Heaviside

Per a una caixa negra lineal invariant en el temps (LTI), deixem {\displaystyle {\mathfrak {F}}\equiv S} per comoditat de notació: la resposta de pas es pot obtenir mitjançant la convolució del control de la funció de pas de Heaviside i la resposta d'impuls h(t) del propi sistema:{\displaystyle a(t)=(h*H)(t)=\int _{-\infty }^{+\infty }h(\tau )H(t-\tau )\,d\tau =\int _{-\infty }^{t}h(\tau )\,d\tau .}
Per a un sistema dinàmic general, la resposta de pas es defineix de la següent manera:
{\displaystyle {\boldsymbol {x}}|_{t}=\Phi _{\{H(t)\}}\left(t,{{\boldsymbol {x}}_{0}}\right).}